# Референдум в Латвии (1999)
Референдум об отмене поправок от 5 августа 1999 года к закону «О государственных пенсиях» состоялся 13 ноября 1999 года.
Вопрос, вынесенный на референдум, звучит так:

Поддерживаете ли вы отмену поправок от 5 августа 1999 года к закону «О государственных пенсиях»?
Оригинальный текст (латыш.)Vai Jūs esat par 1999. gada 5. augusta likuma "Grozījumi likumā "Par valsts pensijām"" atcelšanu?

Оспоренные поправки сужали права жителей на получение пенсий. По требованию более чем трети депутатов Сейма, представлявших оппозиционные фракции ЗаПЧЕЛ и социал-демократов, в сентябре-октябре состоялся сбор подписей граждан, на котором было собрано достаточно подписей для передачи принятых Сеймом поправок на референдум. 4 ноября Сейм принял новый пакет поправок к закону, смягчающий положения поправок от 5 августа.
В референдуме приняли участие 339 879 граждан, из которых 94,17 % выступили за отмену поправок. Чтобы референдум был признан состоявшимся, требовалась явка половины участников последних парламентских выборов, или 482 334 граждан. Таким образом, поправки не были отменены, и вступили в силу (в той мере, в которой Сейм не отказался от них 4 ноября).
Часть вступивших в силу положений поправок от 5 августа позднее была отменена Конституционным судом.